# Danh sách đĩa nhạc của Loona
Danh sách đĩa nhạc của nhóm nhạc nữ Hàn Quốc Loona năm mini-album (EP), ba mini-album tái phát hành và 12 đĩa đơn.

## Mini-album

### LOOΠΔ 1/3
| Tên                     | Chi tiết EP | Thứ hạng cao nhất | Doanh số     |
| Tên                     | Chi tiết EP | HQ                | Doanh số     |
| ----------------------- | --- | ----------------- | ------------ |
| Love & Live (LOOΠΔ 1/3) | - Phát hành: 13 tháng 3 năm 2017 - Hãng đĩa: Blockberry Creative, CJ E&M - Định dạng: CD, tải nhạc kỹ thuật số Danh sách bài hát 1. Into The New Heart 2. Love & Live (지금, 좋아해) 3. You And Me Together 4. Fairy Tale 5. Valentine Girl (3월을 기다려) | 10                | - HQ: 7,130  |
| Love & Live (LOOΠΔ 1/3) | - Tái phát hành: 26 tháng 4 năm 2017 (Love & Evil) - Hãng đĩa: Blockberry Creative, CJ E&M - Định dạng: CD, tải nhạc kỹ thuật số Danh sách bài hát 1. Love & Evil 2. Sonatine (알 수 없는 비밀) 3. Rain 51db (비의 목소리 51db) 4. Love&Live (지금, 좋아해) 5. You And Me Together 6. Fairy Tale 7. Valentine Girl (3월을 기다려) 8. You And Me Together (Remix) (track bổ sung trong CD bản giới hạn) 9. Love & Live (Remix) (지금, 좋아해) (track bổ sung trong CD bản giới hạn) | 26                | - HQ: 1,927+ |

### ODD EYE CIRCLE
| Tên                                | Chi tiết album | Thứ hạng cao nhất | Doanh số    |
| Tên                                | Chi tiết album | HQ                | Doanh số    |
| ---------------------------------- | --- | ----------------- | ----------- |
| Mix & Match (LOOΠΔ Odd Eye Circle) | - Phát hành: 21 tháng 9 năm 2017 - Hãng đĩa: Blockberry Creative, Vlending Co., Ltd., Windmill ENT - Định dạng: CD, tải nhạc kỹ thuật số Danh sách bài hát 1. ODD 2. Girl Front 3. LOONATIC 4. Chaotic 5. Starlight | 16                | - HQ: 2,718 |
| Mix & Match (LOOΠΔ Odd Eye Circle) | - Tái phát hành: 31 tháng 10 năm 2017 (Max & Match) - Hãng đĩa: Blockberry Creative, Vlending Co., Ltd., Windmill ENT - Định dạng: CD, tải nhạc kỹ thuật số Danh sách bài hát 1. ADD 2. Sweet Crazy Love 3. Uncover 4. Girl Front 5. LOONATIC 6. Chaotic 7. Starlight 8. Odd Front 9. LOONATIC (English Ver.) (Hidden Track of Limited Edition) | 22                | - HQ: 2,124 |

## Album đĩa đơn
| Tên        | Chi tiết album | Thứ hạng cao nhất | Doanh số      |
| Tên        | Chi tiết album | HQ                | Doanh số      |
| ---------- | --- | ----------------- | ------------- |
| HeeJin     | - Phát hành: 7 tháng 10 năm 2016 - Hãng đĩa: Blockberry Creative, CJ E&M - Định dạng: CD, tải nhạc kỹ thuật số, streaming Danh sách bài hát 1. ViViD 2. ViViD (Acoustic mix)                                                               | 18                | - HQ: 7,757   |
| HyunJin    | - Phát hành: 18 tháng 11 năm 2016 - Hãng đĩa: Blockberry Creative, CJ E&M - Định dạng: CD, tải nhạc kỹ thuật số, streaming Danh sách bài hát 1. "Around You" (다녀가요) 2. "I'll Be There" HeeJin & HyunJin                                | 12                | - HQ: 6,499   |
| HaSeul     | - Phát hành: 19 tháng 12 năm 2016 - Hãng đĩa: Blockberry Creative, CJ E&M - Định dạng: CD, tải nhạc kỹ thuật số, streaming Danh sách bài hát 1. "Let Me In" (소년, 소녀) 2. "The Carol" HeeJin, HyunJin & HaSeul                           | 6                 | - HQ: 10,982  |
| YeoJin     | - Phát hành: 18 tháng 1 năm 2017 - Hãng đĩa: Blockberry Creative, CJ E&M - Định dạng: CD, tải nhạc kỹ thuật số, streaming Danh sách bài hát 1. "Kiss Later" (키스는 다음에) 2. "My Sunday" HeeJin & HyunJin 3. "My Melody" HaSeul & YeoJin | 17                | - HQ: 12,580  |
| ViVi       | - Phát hành: 17 tháng 4 năm 2017 - Hãng đĩa: Blockberry Creative, CJ E&M - Định dạng: CD, tải nhạc kỹ thuật số, streaming Danh sách bài hát 1. "Everyday I Love You" ViVi feat. HaSeul 2. "Everyday I Need You" ViVi feat. JinSoul         | 14                | - HQ: 8,716   |
| Kim Lip    | - Phát hành: 23 tháng 5 năm 2017 - Hãng đĩa: Blockberry Creative, CJ E&M - Định dạng: CD, tải nhạc kỹ thuật số, streaming Danh sách bài hát 1. Eclipse prod. by Daniel Obi Klein 2. Twilight prod. by Cha Cha Malone                       | 13                | - HQ: 10,945  |
| JinSoul    | - Phát hành: 26 tháng 6 năm 2017 - Hãng đĩa: Blockberry Creative, CJ E&M - Định dạng: CD, tải nhạc kỹ thuật số, streaming Danh sách bài hát 1. Singing in the Rain 2. Love Letter JinSoul feat. Kim Lip                                    | 18                | - HQ: 11,711  |
| Choerry    | - Phát hành: 28 tháng 7 năm 2017 - Hãng đĩa: Blockberry Creative, Vlending Corporation - Định dạng: CD, tải nhạc kỹ thuật số streaming Danh sách bài hát 1. Love Cherry Motion 2. Puzzle Choerry feat. JinSoul                             | 9                 | - KOR: 10,675 |
| Yves       | - Phát hành: 28 tháng 11 năm 2017 - Hãng đĩa: Blockberry Creative, Vlending Corporation - Định dạng: CD, tải nhạc kỹ thuật số, streaming Danh sách bài hát 1. new 2. D-1                                                                   | 12                | - HQ: 12,213  |
| Chuu       | - Phát hành: 27 tháng 12 năm 2017 - Hãng đĩa: Blockberry Creative, Vlending Corporation - Định dạng: CD, tải nhạc kỹ thuật số, streaming Danh sách bài hát 1. Heart Attack 2. Girl's Talk Yves & Chuu                                      | 8                 | - HQ: 17,680  |
| Go Won     | - Phát hành: 30 tháng 1 năm 2018 - Hãng đĩa: Blockberry Creative, Vlending Corporation - Định dạng: CD, tải nhạc kỹ thuật số, streaming Danh sách bài hát 1. One & Only 2. See Saw Chuu & Go Won (feat. Kim Lip)                           | 10                | - KOR: 15,066 |
| Olivia Hye | - Phát hành: 30 tháng 3 năm 2018 - Nhãn: Blockberry Creative, Vlending Cooporation - Định dạng: CD, tải nhạc kỹ thuật số, streaming Danh sách bài hát 1. Egoist Olivia Hye (feat. Jinsoul) 2. Rosy Olivia Hye & Go Won (feat. Heejin)      | 11                | - KOR: 14,971 |

## Đĩa đơn
| Tên                                                                                         | Năm              | Thu âm bởi                                | Thứ hạng cao nhất | Album            |      |
| Tên                                                                                         | Năm              | Thu âm bởi                                | HQ                | Album            |      |
| Trước khi ra mắt                                                                            | Trước khi ra mắt | Trước khi ra mắt                          | Trước khi ra mắt  | Trước khi ra mắt |      |
| ------------------------------------------------------------------------------------------- | ---------------- | ----------------------------------------- | ----------------- | ---------------- | ---- |
| "ViViD"                                                                                     | 2016             | HeeJin                                    | —                 | HeeJin           |      |
| "Around You" (다녀가요)                                                                     | 2016             | HyunJin                                   | —                 | HyunJin          |      |
| "I'll Be There"                                                                             | 2016             | HeeJin, HyunJin                           | —                 | HyunJin          |      |
| "Let Me In" (소년, 소녀)                                                                    | 2016             | HaSeul                                    | —                 | HaSeul           |      |
| "The Carol"                                                                                 | 2016             | HeeJin, HyunJin, HaSeul                   | —                 | HaSeul           |      |
| "Kiss Later" (키스는 다음에)                                                                | 2017             | YeoJin                                    | —                 | YeoJin           |      |
| "My Sunday"                                                                                 | 2017             | HeeJin, HyunJin                           | —                 | YeoJin           |      |
| "My Melody"                                                                                 | 2017             | Haseul, Yeojin                            | —                 | YeoJin           |      |
| "Love&Live" (지금, 좋아해)                                                                  | 2017             | LOOΠΔ 1/3 (ViVi, HaSeul, HeeJin, HyunJin) | —                 | Love & Live      |      |
| "Everyday I Love You"                                                                       | 2017             | ViVi (feat. HaSeul)                       | —                 | ViVi             |      |
| "Sonatine" (알 수 없는 비밀)                                                                | 2017             | LOOΠΔ 1/3 (ViVi, HaSeul, HeeJin, HyunJin) | —                 | Love & Evil      |      |
| "Eclipse"                                                                                   | 2017             | Kim Lip                                   | —                 | Kim Lip          |      |
| "Singing in the Rain"                                                                       | 2017             | JinSoul                                   | —                 | JinSoul          |      |
| "Love Cherry Motion"                                                                        | 2017             |                                           |                   | Choerry          |      |
| "Girl Front"                                                                                | 2017             |                                           |                   | Mix & Match      |      |
| "Sweet Crazy Love"                                                                          | 2017             |                                           |                   | Max & Match      |      |
| "Heart Attack"                                                                              | 2017             |                                           |                   | Chuu             |      |
| "New"                                                                                       | 2017             |                                           |                   | Yves             | Yves |
| "One and Only"                                                                              | 2018             |                                           |                   | Go Won           |      |
| "Egoist"                                                                                    | 2018             |                                           |                   | Olivia Hye       |      |
| "love4eva"                                                                                  | 2018             |                                           |                   | beauty&thebeat   |      |
| Sau khi ra mắt                                                                              |                  |                                           |                   |                  |      |
| "Favorite"                                                                                  | 2018             |                                           |                   | [+ +]            |      |
| "Hi High"                                                                                   | 2018             |                                           |                   | [+ +]            |      |
| "Butterfly"                                                                                 | 2019             |                                           | [× ×]             |                  |      |
| "365"                                                                                       | 2019             |                                           | [#]               |                  |      |
| "So What"                                                                                   | 2020             |                                           | [#]               |                  |      |
| 12:00                                                                                       | 2020             |                                           |                   | 12:00            |      |
| "—" cho biết đĩa đơn không lọt vào bảng xếp hạng hoặc không được phát hành tại khu vực này. |                  |                                           |                   |                  |      |

## Video âm nhạc
| Năm  | Tên                   | Đạo diễn                                | Chú thích  | Địa điểm              |
| ---- | --------------------- | --------------------------------------- | ---------- | --------------------- |
| 2016 | "ViViD"               | Jo Beom-jin (VM Project)                | [ 17 ]     | Không biết            |
| 2016 | "Around You"          | Seong Won-mo & Park Sang-woo (Digipedi) | [ 19 ]     | Tokyo                 |
| 2016 | "I'll Be There"       | Seong Won-mo & Park Sang-woo (Digipedi) | [ 21 ]     | Tokyo                 |
| 2016 | "Let Me In"           | Seong Won-mo & Park Sang-woo (Digipedi) | [ 22 ]     | Iceland               |
| 2016 | "The Carol"           | Seong Won-mo & Park Sang-woo (Digipedi) | [ 24 ]     | Luân Đôn              |
| 2017 | "Kiss Later"          | Seong Won-mo & Park Sang-woo (Digipedi) | [ 26 ]     | Không biết            |
| 2017 | "My Sunday"           | Vam Jins (VAM)                          | [ 28 ]     | Đài Bắc               |
| 2017 | "My Melody"           | Vam Jins (VAM)                          | [ 30 ]     | Đài Bắc               |
| 2017 | "Love&Live"           | Seong Won-mo & Moon Seok-ho (Digipedi)  | [ 31 ]     | New Zealand Hồng Kông |
| 2017 | "Everyday I Love You" | Seong Won-mo & Moon Seok-ho (Digipedi)  | [ 34 ]     | Không biết            |
| 2017 | "Sonatine"            | Không biết                              | [ 35 ]     | Prague                |
| 2017 | "Everyday I Need You" | Không biết                              | [ 37 ]     | Hồng Kông             |
| 2017 | "Eclipse"             | Seong Won-mo & Park Sang-woo (Digipedi) | [ 38 ]     | Gimcheon              |
| 2017 | "Singing in the Rain" | Seong Won-mo & Park Sang-woo (Digipedi) | [ 40 ]     | Không biết            |
| 2017 | "Rain 51db"           |                                         | Không biết | Không biết            |
| 2017 | "Love Cherry Motion"  |                                         |            | Jeju                  |
| 2017 | "Girl Front"          |                                         |            |                       |
| 2017 | "Sweet Crazy Love"    |                                         |            |                       |
| 2017 | "new"                 |                                         |            |                       |
| 2017 | "The Carol 2.0"       |                                         |            |                       |
| 2017 | "Heart Attack"        |                                         |            |                       |
| 2018 | "One&Only"            |                                         |            |                       |
| 2018 | "Egoist"              |                                         |            |                       |
| 2018 | "love4eva"            |                                         |            | Hungary               |
| 2019 | "Butterfly"           | Seong Won-mo & Moon Seo-kho             |            |                       |
| 2020 | "So What"             |                                         |            | Thái Lan              |